# Torres de Jusseu
Torres de Jusseu (en castellà Torres de Juseu) és un antic municipi de la Ribagorça, de parla catalana, nascut el 1969 (Decret 1162/69, de 29 de maig) de la fusió entre les localitats de Torres del Bisbe (que n'era la capital) i Jusseu. La Tosquilla era part del terme. El municipi s'incorporà a Graus el 1974 (Decret 3375/74, de 28 de novembre).